# Băjănești
Băjănești – wieś w Rumunii, w okręgu Ardżesz, w gminie Băbana. W 2011 roku liczyła 26 mieszkańców.